# Polyrhachis atossa
Polyrhachis atossa är en myrart som beskrevs av Auguste-Henri Forel 1913. Polyrhachis atossa ingår i släktet Polyrhachis och familjen myror.

## Underarter
Arten delas in i följande underarter:
- P. a. aequicuspis
- P. a. atossa